# دبابة طراز 99
طراز-99 (بالإنجليزية: Type 99 أو ZTZ-99) هي دبابة قتال رئيسية صينية من الجيل الثالث. تم تطوير هذه المركبة لتحل محل دبابة طراز 88 القديمة التي دخلت الخدمة في أواخر الثمانينيات من قِبل شركة نورينكو Norinco. يعتبر طراز 99 أول دبابة قتال رئيسية من الجيل الثالث يتم إنتاجها بكميات كبيرة في الصين.
من خلال الجمع بين درعًا مركبًا نمطيًا ونظام الدروع التفاعلية المتفجرة (ERA) المضاد للقذائف ذات الشحنة المزدوجة، ومدفعًا أملسًا عيار 125 مم قادرًا على إطلاق الصواريخ الموجهة المضادة للدروع (ATGM)، بالإضافة إلى حركية عالية، وأنظمة رقمية وبصريات متطورة، يمثل طراز 99 تحولًا نحو التحديث السريع في جيش التحرير الشعبي الصيني (PLA).
يستند طراز 99 على هيكل الدبابة السوفيتية تي-72، حيث دخلت الخدمة في جيش التحرير الشعبي الصيني عام 2001م، ويُعد جيش التحرير الشعبي البري (PLAGF) المستخدم الوحيد لها. تضم سلسلة هذه الدبابة ثلاث طرازات رئيسية: النموذج الأولي طراز 98، والطراز الأساسي 99، والطراز المطور 99A، حيث تُشكل هذه الدبابة العمود الفقري لقدرات المناورة القتالية الحديثة للصين، مع إنتاج أكثر من 1,300 دبابة خلال العقدين الماضيين.

## التصميم
خليط التأثير الروسي والغربي في تصميم وتقنيه هذه الدبابة، يمكن مشاهدته بوضوح.
إنّ هيكل الدبابة مشابهة جدا للدبابة الروسية تي-72 (إنّ هيكل طراز 99 مشابه جداً لهيكل تي-72 لكنه أطول بحوالي متر واحد)،
مع ذلك البرج الملحوم بشكل واضح يعتمد الأسلوب الغربي في التصميم (بدل البرج المصبوب التقليدي في الروسية تي-72).

## التسليح والتجهيز

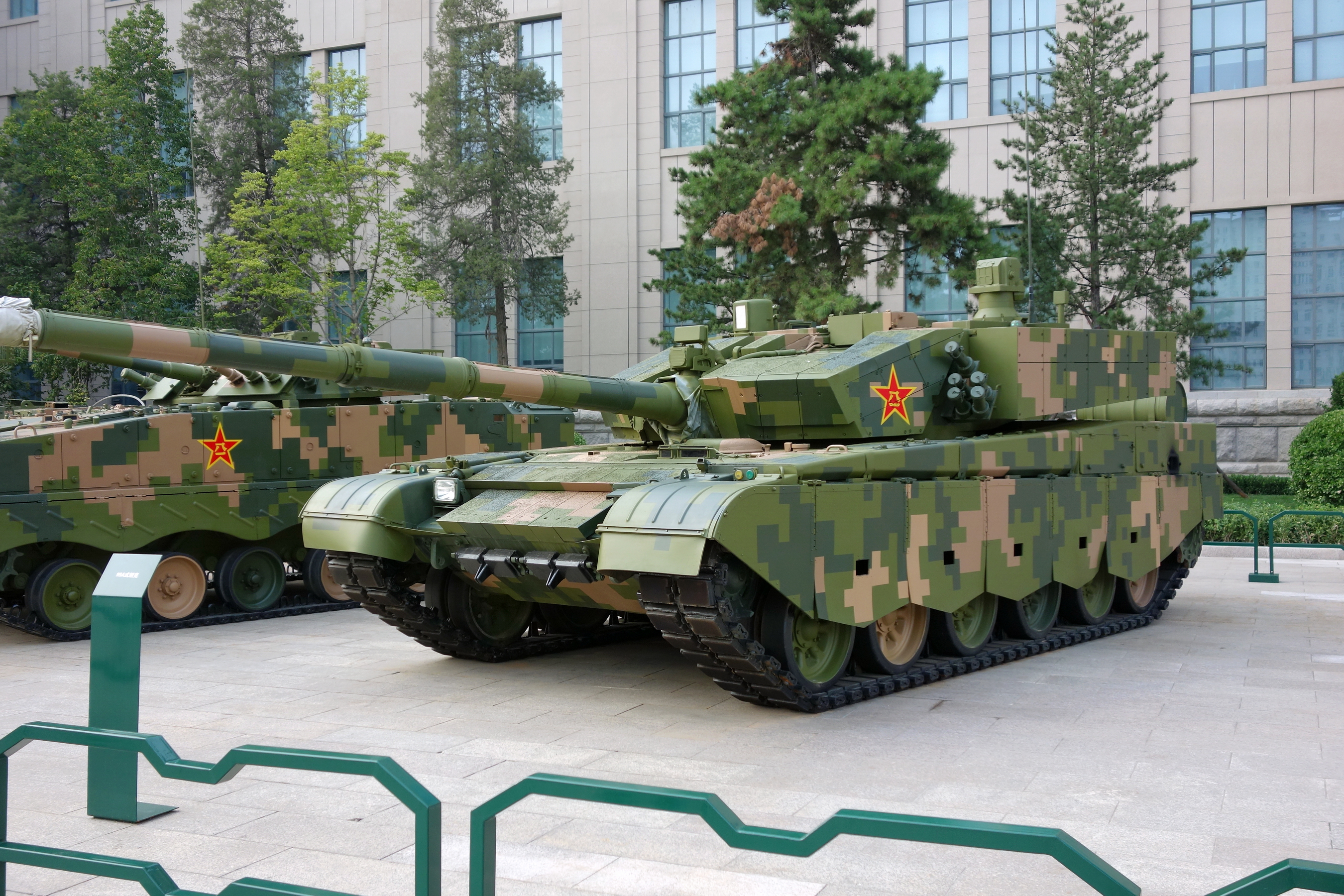
طراز 99A.

حيث زودت الدبابة بـمدفع روسي من عيار 125 مليمتر، سبطانة ملساء مع ملقم آلي والذي يسمح بالإبقاء على طاقم دبابة من ثلاثة أفراد، والمدفع مزود بكمّ حراري ونازع دخان و سبطانة المدفع يمكن أن تستبدل خلال ساعة واحدة تتسلح الدبابة بعدد 41 قذيفة، حُملت داخل هيكل الدبابة والبرج.
المدفع يمكن أن يطلق حوالي 8 قذائف بالدقيقة عند استخدام الملقم الآلي، و1-2 قذيفة بالدّقيقة بالتلقيم اليدوي.
إنّ ذخيرة الطاقة الحركيّة الأساسية المخترقة الدروع للمدفع 125 المليمتر، هي APFSDS مع خارق من تنجستن. القذيفة لها سرعة فوهه تبلغ 1,780 ثانية/متر وقادرة على اختراق 850 مليمتر من الدرع الفولاذي على مسافة 2,000 م.
ذخيرة طاقة حركيّة من اليورانيوم منضب (DU) أيضاً طوّرت محلياً لصالح المدفع، والتي يمكن أن تخترق 960 مليمتر من الدرع الفولاذي على مسافة 2,000 م.
الدبابة Type 99 تحمل أيضاً الصاروخ الروسي AT-11 Sniper (القنّاص Refleks)
وهو صاروخ موجّه مضادّ للدبابات، حيث يتم إطلاقه من الـمدفع الرئيس عيار 125 المليمتر. القذيفة تستعمل نظام توجيه ركوب شعاع ليزر، ولها مدى فعّال يصل من 100 م وحتى 4,000 م.
إنّ نظام القذيفة يستطيع مشاغلة الدبابات التي جهّزت ب دروع تفاعلية (لاشتماله على رأس حربي ترادفي)
بالإضافة إلى الأهداف الجوية الواطئة الطيران مثل المروحيات، في مدى بحدود 5 كيلومتر.
- يوجد أربعة صواريخ محمولة داخل العربة
- وتنتج الصين منذ منتصف التسعينات نسختها تحت اسم M 1199.

جهزت الدبابة أيضاً برشاشة سقفيه من عيار 12.7 مليمتر مضادة للطّائرات، بإمكانية حركة -4°-75°، تثبت بقرب كوة القائد الصغيرة،. إنّ الرشاشة مجهّزه بمنظار بصري. ويبلغ المدى الأقصى ضدّ الأهداف المحمولة جوا 1,500 م
- وتبلغ النسبة الثابتة للنار 80-100 ط / د
- تحمل الدبابات 300 طلقة لهذا المدفع، كما يتوفر رشاشة مليمتر محورية من عيار 7.62 ملم،

مثبته على الجانب الأيمن من المدفع الرئيسي، وهو مجهز بعدد 2,000 طلقة.
- الدبابة أيضاً تجهّز بإثنان من قاذفات قنابل دخان (كل منها بخمسة سبطانات) واحد على كلّ جانب البرج.

الدخان الإضافي يمكن أن يولّد بحقن وقود الديزل في عادم المحرّك.

## المحرك والبدن
أما محرك الديزل للدبابة، فهو مبرّد بالماء بقوة 1.500 حصان، ويستند على تقنية ألمانية.
إنّ البرج والهيكل مُصنع بالدرع الفولاذي الملحوم.
القوس الأمامي على البرج يمكن أن يضاف إليه طبقة من الدرع المركّب ورزمة الدرع من تصميم modular، ويمكّن استبدال الأقسام المتضرّرة بسهولة.
كما يضاف دروع تفاعلية على البرج والهيكل وهذه من إنتاج صيني. حماية تدريع برج الدبابة الأمامي تكافئ 1,000-1,200 مليمتر من التدريع الفولاذي.

## التجهيزات والتقنيات
الدبابة Type 99 تستعمل نظام كهرو بصري فريد من نوعه، والذي يثبت على سقف البرج وراء فتحة المدفعي. النظام يشتمل على مستلم ليزر تحذيري (LWR) وسلاح على شكل صندوق للدفاع عن النّفس،
يضم ليزر نشيط (LSDW)، الذي صمّم لاستعمال الليزر المتقدّم لمهاجمة أنظمة الرؤية البصرية ومدفعيي سلاح العدو. وعندما يكتشف LWR بأنّ الدبابة تنار بليزر توجيه سلاح معاد، فإن النظام يحذّر طاقم الدبابة، وفي هذه الحالة يتم تشغيل نظام LSDW ضدّ مصدر ليزر العدو.
إن نظام LSDW يمكن أن يعرقل إشارة الليزر / توجيه تحت الحمراء من قذيفة العدو المقبلة، كما يعطّل بصريات مراقبة العدو (أنظمة رؤية بصرية optical،
أنظمة رؤية ليلية، أنظمة رؤية حرارية، محدد مدى ليزري.. الخ)،ويتلف هذا النظام بصر وشبكية الرامي المعادي. ولاحقاً تم إلغاء هذا النظام نتيجة ضغوط دوليه.

## صور

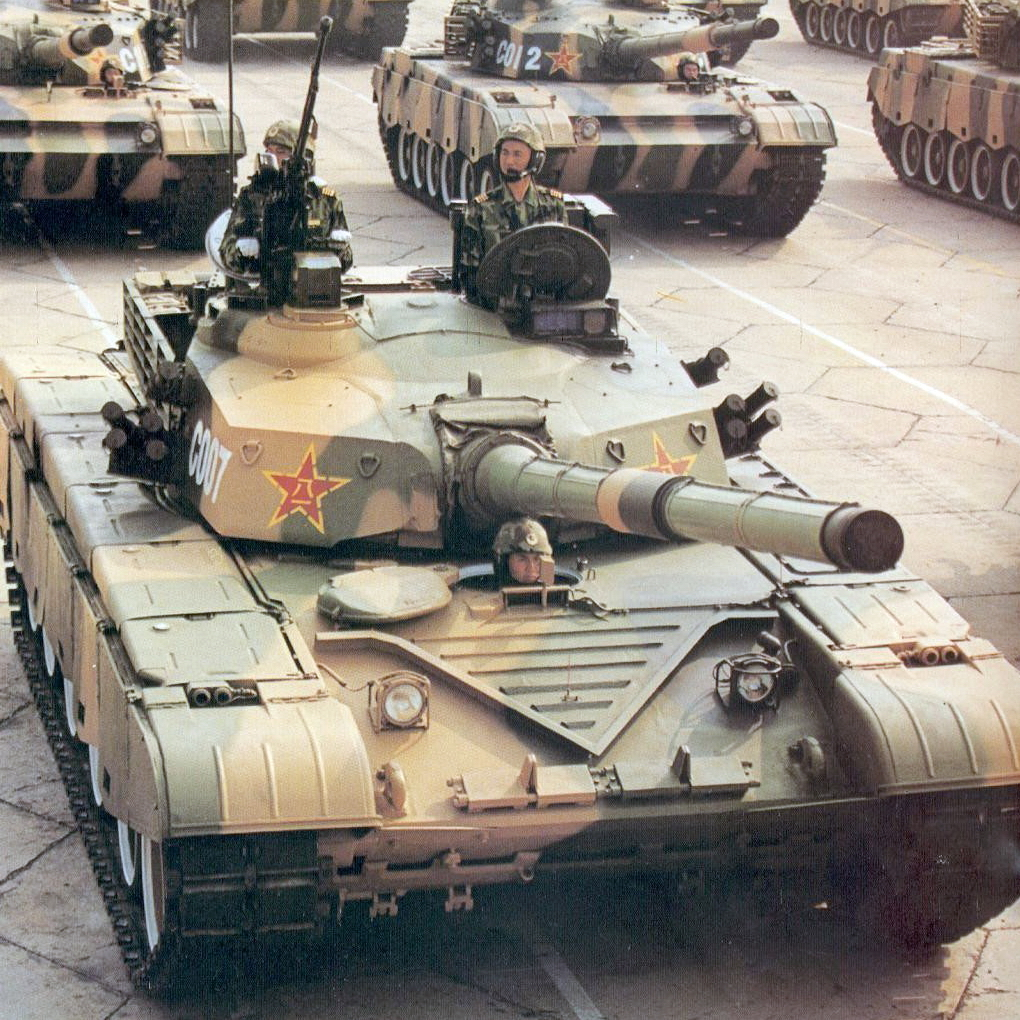
نموذج أولي للدبابة طراز 98 (مشروع 9910) خلال بروفة العرض العسكري بمناسبة اليوم الوطني عام 1999م.
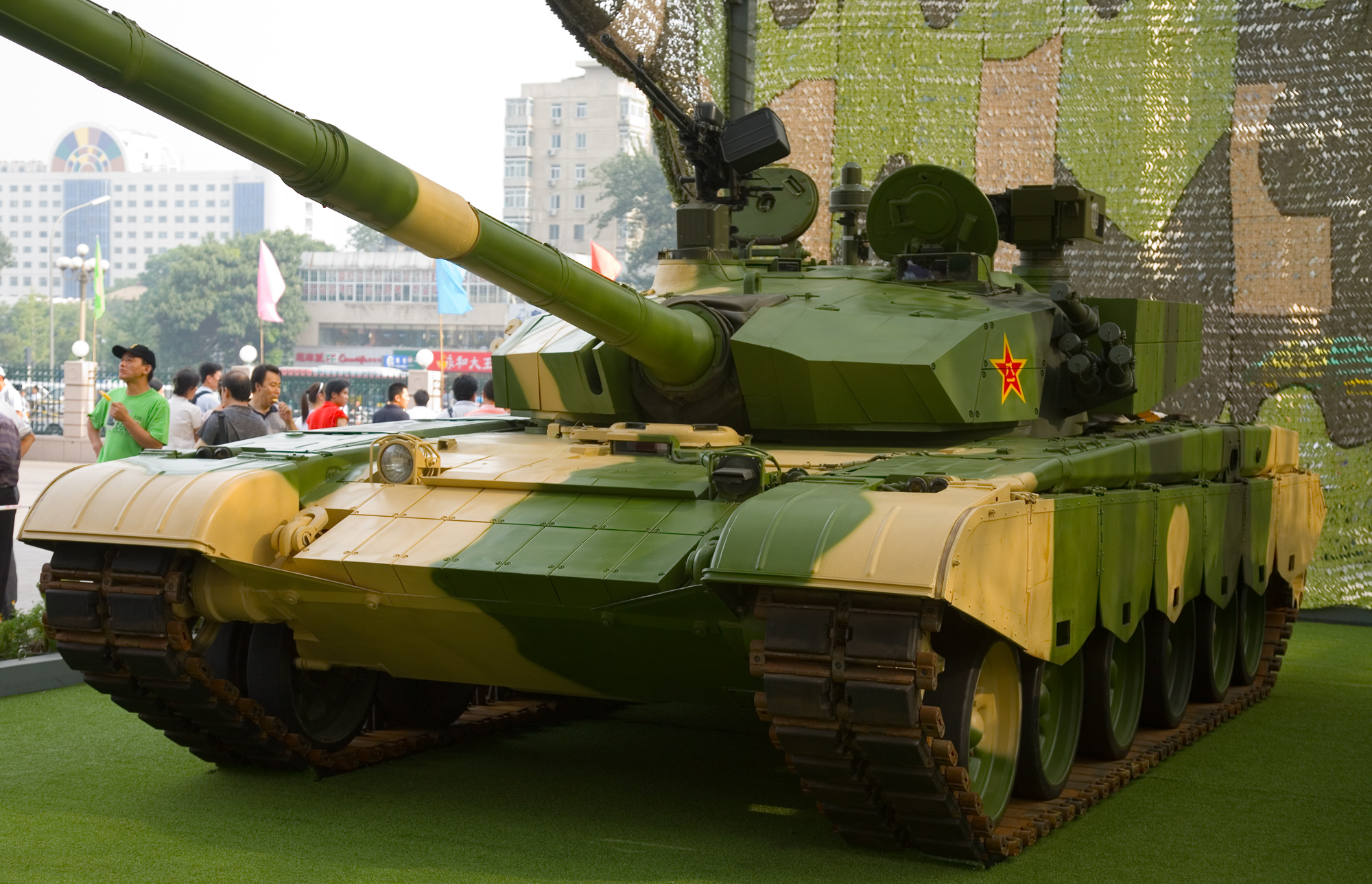
دبابة طراز 99 في متحف الثورة الشعبية الصينية العسكري في بكين خلال معرض «قواتنا نحو الشمس» عام 2007م.
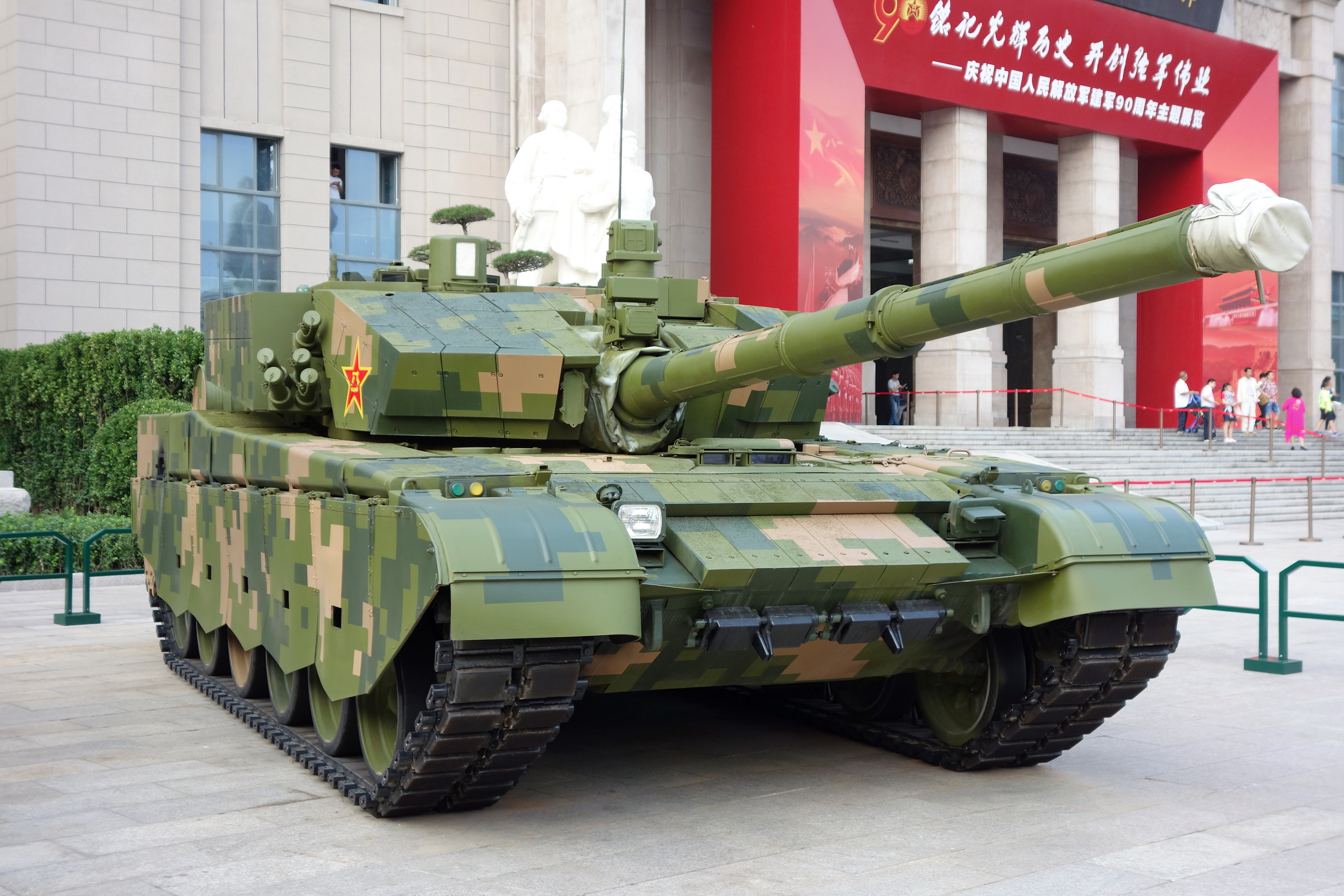
دبابة طراز 99A في معرض بمناسبة الذكرى التسعين لتأسيس جيش التحرير الشعبي الصيني.